# Mark Chapman
Mark David Chapman (Fort Worth, 10 de maio de 1955) é um criminoso estadunidense que assassinou o músico John Lennon na cidade de Nova Iorque em 8 de dezembro de 1980. Enquanto Lennon passava pela entrada de seu apartamento, o The Dakota, Chapman disparou cinco tiros contra ele a poucos metros de distância com um revólver Charter Arms Undercover .38 Special. Lennon foi atingido quatro vezes nas costas. Chapman permaneceu na cena lendo o romance The Catcher in the Rye, de J. D. Salinger, até ser preso pela polícia. Planejava citar o livro como seu manifesto.
Criado em Decatur, Geórgia, Chapman era fã dos Beatles, mas ficou indignado com o estilo de vida de Lennon e declarações públicas, como seu comentário sobre a banda ser "mais popular que Jesus" e as letras de suas canções solo "God" e "Imagine". Nos anos que antecederam o assassinato, desenvolveu uma série de obsessões, incluindo obras de arte e a música de Todd Rundgren. The Catcher in the Rye assumiu um grande significado pessoal para si, a ponto de desejar modelar sua vida segundo a do protagonista do romance, Holden Caulfield. Chapman também pensou em matar outras figuras públicas, incluindo Johnny Carson, Paul McCartney e Elizabeth Taylor. Ele não possuía antecedentes criminais e tinha acabado de se demitir de um emprego como segurança no Havaí.
Após o assassinato, a equipe jurídica de Chapman pretendia montar uma defesa de alegação de insanidade mental que seria baseada no depoimento de especialistas em saúde mental que disseram que ele estava em um estado psicótico delirante. Porém, o próprio fora mais cooperativo com a promotoria, que argumentou que seus sintomas estavam aquém de um diagnóstico de esquizofrenia. À medida que o julgamento se aproximava, ele acabou por instruir seus advogados de que queria se declarar culpado com base no que havia decidido ser a "vontade de Deus". O juiz atendeu a este pedido e o considerou competente para ser julgado. Ele foi condenado à prisão perpétua, com a estipulação de receber tratamento psiquiátrico.
Chapman recusou pedidos de entrevistas à imprensa durante seus primeiros seis anos na prisão; mais tarde, disse que lamentava o assassinato e não queria dar a impressão de que matou Lennon por fama e notoriedade. Após anos, forneceu entrevistas gravadas ao jornalista Jack Jones, que as usou para escrever o livro investigativo Let Me Take You Down: Inside the Mind of Mark David Chapman em 1992. Em 2000, Chapman se tornou elegível para liberdade condicional, que desde então foi negada doze vezes. Sua vida foi dramatizada nos filmes The Killing of John Lennon (2006) e Capítulo 27 (2007).

## Primeiros anos
Mark David Chapman nasceu em 10 de maio de 1955, em Fort Worth, Texas. Seu pai, David Curtis Chapman, era sargento da Força Aérea dos Estados Unidos e sua mãe, Diane Elizabeth Pease, era enfermeira. Sua irmã mais nova, Susan, nasceu sete anos depois. Ele afirmou que vivia com medo de seu pai quando mais novo, que era abusivo com a esposa e os filhos. Ainda criança, começou a fantasiar sobre ter um poder divino sobre um grupo de "pequenas pessoas" imaginárias que viviam nas paredes de seu quarto. A família mudou-se para Decatur, Geórgia, onde ele estudou na Columbia High School. Quando tinha catorze anos, usava drogas e faltava às aulas. Certa vez, fugiu de casa para viver nas ruas de Atlanta por duas semanas. Também afirmou que sofria bullying na escola por não ser bom em esportes.
Em 1971, Chapman tornou-se presbiteriano renascido e começou a distribuir folhetos bíblicos. Conheceu sua primeira namorada, Jessica Blankenship, e começou a trabalhar como conselheiro de acampamento de verão na Associação Cristã de Moços (ACM) do condado de South DeKalb, Geórgia. Ele já frequentava a ACM, pois seu pai dava aulas de violão lá. Ficou muito popular entre as crianças, que o apelidaram de "Nemo" e foi nomeado diretor assistente após ganhar um prêmio de Conselheiro Extraordinário. Aqueles que o conheceram nessa época unanimemente o consideraram um excelente trabalhador.
Chapman leu The Catcher in the Rye, de J. D. Salinger, por recomendação de um amigo. O romance acabou adquirindo grande significado pessoal para si, na medida em que supostamente desejava modelar sua vida na do protagonista, Holden Caulfield. Depois de se formar na Columbia High School, Chapman se mudou por um tempo para Chicago e tocou violão em igrejas e casas noturnas cristãs enquanto seu amigo fazia imitações. Também foi bem sucedido em trabalhar para a Visão Mundial com refugiados vietnamitas em um campo de reassentamento em Fort Chaffee no Arkansas, após uma breve visita ao Líbano para o mesmo trabalho. Ele foi nomeado coordenador de área e assessor principal do diretor do programa David Moore, que mais tarde disse que Chapman se importava profundamente com as crianças e trabalhava duro. Na mesma época, passou a acompanhar Moore em reuniões com funcionários do governo e o então presidente Gerald Ford apertou sua mão.
Chapman se juntou a Blankenship como estudante no Covenant College, uma faculdade evangélica de artes liberais presbiteriana em Lookout Mountain, Geórgia. No entanto, ficou para trás em seus estudos e tornou-se obcecado pela culpa por ter traído sua namorada. Ele começou a ter pensamentos suicidas e a se sentir um fracasso. Largou o Covenant College depois de apenas um semestre e sua namorada rompeu o relacionamento logo depois. Chapman voltou a trabalhar no campo de reassentamento, mas saiu após uma discussão. Em 1977, mudou-se para o Havaí, onde tentou suicídio por asfixia com monóxido de carbono conectando uma mangueira ao escapamento de seu carro, mas esta derreteu e a tentativa falhou. Um psiquiatra o internou no Castle Memorial Hospital por depressão clínica. Após sua alta, começou a trabalhar no hospital. Depois que os seus pais iniciaram o processo de divórcio, sua mãe foi morar com ele no Havaí.
Em 1978, Chapman fez uma viagem de seis semanas ao redor do mundo. Visitou Tóquio, Seul, Hong Kong, Cingapura, Banguecoque, Deli, Beirute, Genebra, Londres, Paris e Dublin. Ele começou um relacionamento com sua agente de viagens, uma mulher nipo-americana chamada Gloria Abe, com quem se casou em 2 de junho de 1979. Chapman conseguiu um emprego no Castle Memorial Hospital como impressor, trabalhando sozinho em vez de com funcionários e pacientes. Em um curto espaço de tempo, foi despedido pelo hospital, recontratado, depois brigou aos gritos com uma enfermeira e pediu demissão. Depois disso, conseguiu um emprego como segurança noturno e começou a beber muito. Na mesma época, desenvolveu uma série de obsessões, incluindo arte, The Catcher in the Rye, música e o cantor John Lennon. Começou a frequentar galerias de arte e comprou duas obras de preço considerável: uma litogravura de Salvador Dalí e um autorretrato de Norman Rockwell. Em setembro de 1980, escreveu uma carta a uma amiga, na qual afirmava: "Estou ficando louco", e a assinou como "O Apanhador no Campo de Centeio". Chapman não tinha antecedentes criminais antes de sua viagem à cidade de Nova Iorque para matar Lennon.

## Assassinato de John Lennon

### Motivação e planejamento

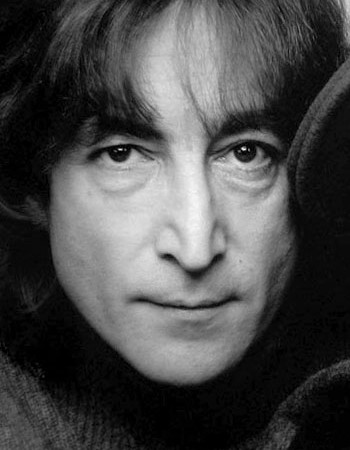
Lennon em 1980, pouco antes de sua morte

Chapman supostamente começou a planejar matar o músico britânico John Lennon três meses antes do ocorrido. Fã de longa data da banda dele, os Beatles, Chapman se voltou contra o ídolo devido a uma conversão religiosa e ao polêmico comentário sobre os Beatles serem "mais populares que Jesus". Alguns membros do grupo de oração de Chapman fizeram uma piada em referência à canção "Imagine" de Lennon: "Ficou: 'Imagine, imagine se John Lennon estivesse morto'". Seu amigo de infância Miles McManushe lembrou dele afirmar que a canção seria "comunista".
Chapman também foi influenciado pelo livro John Lennon: One Day at a Time, de Anthony Fawcett, sobre o estilo de vida do músico em Nova Iorque. De acordo com sua esposa Gloria: "Ele estava com raiva porque Lennon pregava a paz e o amor, mas ainda tinha milhões". Chapman afirmou posteriormente: "Ele nos disse para imaginarmos não ter posses e lá estava ele, com milhões de dólares, iates, fazendas e propriedades rurais, rindo de pessoas como eu que acreditaram nas mentiras, compraram os discos e construíram grande parte de suas vidas em torno de sua música". Também se lembra de ter ouvido os álbuns solo de Lennon semanas antes do assassinato:

Eu ouvia essa canção e ficava com raiva dele, por dizer [na canção "God"] que não acreditava em Deus, que apenas acreditava nele e na Yoko, e que não acreditava nos Beatles. Isso foi outra coisa que me irritou, embora ela tivesse sido gravada pelo menos dez anos antes. Eu só queria gritar bem alto: "Quem ele pensa que é, dizendo essas coisas sobre Deus, o paraíso e os Beatles?" Dizendo que não acredita em Jesus e coisas assim. Nesse ponto, minha mente estava passando por uma escuridão total de rancor e raiva. Então eu trouxe o livro de Lennon para casa, neste ambiente de The Catcher in the Rye, onde minha mentalidade é a de Holden Caulfield e antifalsidade.
O planejamento de Chapman foi descrito como "confuso". Ao longo dos anos, confirmou e negou que se sentia justificado por suas crenças espirituais na época ou se tinha a intenção de adquirir fama. A única vez em que fez uma declaração pública antes de sua sentença — e por vários anos depois — foi durante um breve episódio psicótico no qual estava convencido de que o significado de suas ações era promover The Catcher in the Rye, o que resultou em uma única carta enviado ao The New York Times pedindo ao público que leia o romance.
O jornalista James R. Gaines, que o entrevistou extensivamente, concluiu que ele não matou Lennon para se tornar uma celebridade. De acordo com uma audiência posterior, Chapman tinha uma lista alternativa de alvos em potencial, incluindo o também ex-beatle Paul McCartney, o apresentador Johnny Carson, a atriz Elizabeth Taylor, o ator George C. Scott, a ex-primeira-dama Jacqueline Kennedy Onassis, o recém-eleito presidente dos Estados Unidos, Ronald Reagan, e o governador do Havaí, George Ariyoshi. Em 2010, disse que o único critério para a lista era ser "famoso" e que escolheu Lennon por conveniência.
Há rumores de que Chapman viajou para Woodstock, em Nova Iorque, durante uma de suas visitas ao estado em busca de Todd Rundgren, outro alvo de obsessão. Ele estava vestindo uma camiseta promocional do álbum Hermit of Mink Hollow, de Rundgren, quando foi preso e tinha uma cópia de Runt. The Ballad of Todd Rundgren em seu quarto de hotel em Manhattan. O cantor não saberia dessas conexões até muito tempo depois. No dia do assassinato, o cantor David Bowie estava se apresentando na Broadway com a peça The Elephant Man. "Eu era o segundo em sua lista", diria mais tarde. "Chapman tinha um ingresso na primeira fila para The Elephant Man na noite seguinte. John e Yoko deveriam sentar-se na primeira fila dessa apresentação também. Então, na noite posterior à morte de John, havia três assentos vazios na primeira fila. Não consigo dizer o quão difícil foi aquilo. Eu quase não consegui terminar a apresentação".

### Outubro a dezembro de 1980

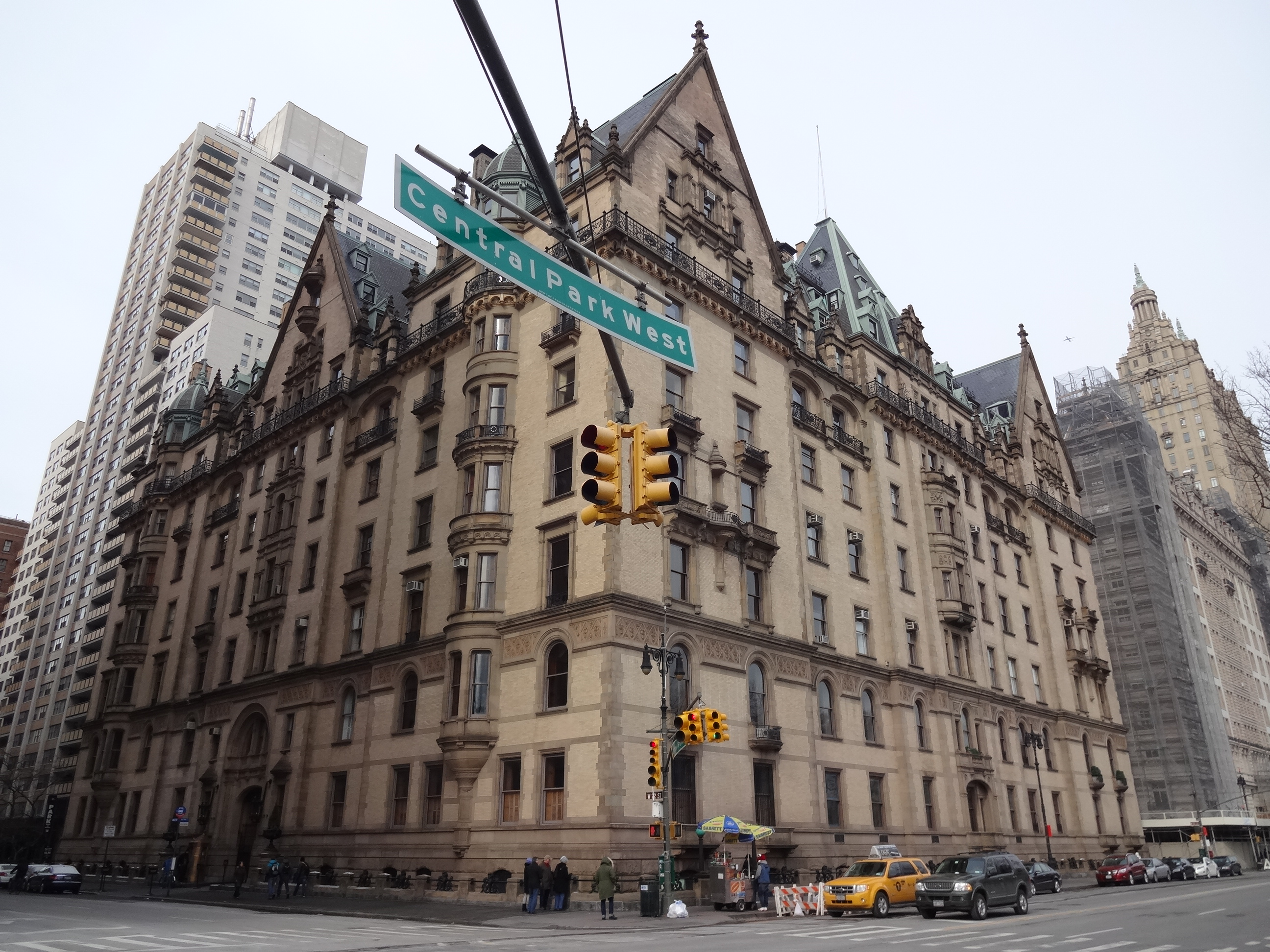
O apartamento Dakota, residência de Lennon e local do crime

Em 27 de outubro de 1980, Chapman comprou um revólver Charter Arms Undercover calibre .38 Special de cinco tiros em Honolulu por 169 dólares, precisando apenas de uma carteira de motorista e de preencher dois formulários. Ele voou para Nova Iorque em 29 de outubro, após entrar em contato com a Administração Federal de Aviação para saber a melhor forma de transportar uma arma de fogo. Descobriu, assim, que as balas podiam se danificar no avião, então viajou sem elas e saiu para obter munição com um amigo, que não sabia de suas intenções, em Atlanta antes de retornar em novembro. De volta a Nova Iorque, assistiu ao filme Ordinary People e decidiu interromper seus planos. Deixou de vez a cidade em 12 ou 13 de novembro, voltou ao Havaí e disse à esposa que estava obcecado em matar Lennon, mostrando a arma e as balas, mas ela não informou à polícia ou aos serviços de saúde mental. Chapman disse mais tarde que o mandamento "não matarás" apareceu na televisão enquanto a assistia e também estava escrito em um quadro na parede que sua esposa colocou em seu apartamento. Logo, marcou uma consulta com um psicólogo clínico, mas não compareceu e voou de volta para Nova Iorque em 6 de dezembro de 1980, onde se hospedou na ACM de Upper West Side por uma noite antes de se mudar para o Sheraton Hotel em Midtown Manhattan, local com visão para o apartamento de Lennon.
Logo em seu primeiro dia na cidade, Chapman entrou em um táxi e disse ao motorista que era um engenheiro de som que estava trabalhando com John Lennon e Paul McCartney, entre outras coisas. Também ofereceu cocaína ao condutor, e ao deixar o veículo, se despediu dizendo: "Lembre-se do meu nome se você ouvi-lo novamente". Em 7 de dezembro, abordou o cantor James Taylor na estação de metrô da 72nd Street. De acordo com Taylor: "O cara meio que me prendeu na parede e brilhava de suor, falava que nem um maluco sobre o que ia fazer e essas coisas sobre como John iria se interessar e que entraria em contato com John Lennon". Naquela noite, Chapman e sua esposa falaram ao telefone sobre como conseguir ajuda para seus problemas trabalhando primeiro em seu relacionamento com Deus. Em certo ponto, considerou cometer suicídio pulando da Estátua da Liberdade.
Na manhã de 8 de dezembro, Chapman deixou seu quarto no Sheraton Hotel, deixando para trás alguns itens pessoais que queria que a polícia encontrasse. Ele comprou uma cópia de The Catcher in the Rye em que escreveu "Esta é minha declaração" ("This is my statement"), assinando-a como "Holden Caulfield". Então passou a maior parte do dia perto da entrada do The Dakota, conversando com fãs e o porteiro. No início da manhã, estava distraído e não viu Lennon sair de um táxi e entrar no Dakota. Mais tarde, pela manhã, encontrou a governanta do cantor, que estava voltando de uma caminhada com Sean, filho de John, de cinco anos, e apertou a mão dele após uma breve conversa.
Por volta das 17h, Lennon e sua esposa Yoko Ono estavam deixando o Dakota para uma sessão de gravação no Record Plant Studios. Enquanto caminhavam em direção a sua limusine sem dizer uma palavra, Chapman se aproximou de Lennon para este autografar uma cópia de seu álbum Double Fantasy. O fotógrafo amador Paul Goresh (1959–2018) estava próximo e tirou uma foto enquanto o músico autografava o álbum. Goresh já havia conversado com Mark durante o dia, e os dois tiveram um pequeno desentendimento. Por esta razão, Chapman está desfocado na fotografia: "Ele foi tão inconveniente ao longo daquele dia que eu tentei deixá-lo de fora da foto". Quando o fotógrafo resolveu ir para casa, ele tentou convencê-lo a ficar, dizendo: "Eu esperaria. Você nunca sabe se vai vê-lo novamente", e também pediu a outra fã de Lennon para que saísse em sua companhia. Ele sugeriu que não teria o assassinado naquela noite se a garota tivesse aceitado seu convite ou se Goresh tivesse ficado, mas que provavelmente teria tentado outro dia.
Por volta das 22h50, Lennon e Ono voltaram do estúdio. O casal saiu de sua limusine na West 72nd Street em vez de dirigirem para o pátio do Dakota, mais seguro. Eles caminharam em direção à entrada do edifício e passaram por Chapman, que acenou com a cabeça quando Ono passou. Enquanto Lennon passava, olhou brevemente para Mark, parecendo reconhecê-lo de antes. Segundos depois, Chapman sacou sua arma, que estava escondida no bolso do casaco, mirou no centro das costas de John, e disparou rapidamente cinco balas de ponta oca a uma distância de cerca de três metros. Um jornal relatou mais tarde que ele teria dito "Sr. Lennon" antes de disparar, então assumiu uma postura de combate. Mas o próprio assassino disse que não lembrava de ter dito nada, e que o cantor não olhou para trás, mas confirmou sobre a postura de combate em uma entrevista em 1992.
Jose Perdomo, o porteiro do prédio, tirou a arma da mão de Chapman e jogou-a na calçada. Perdomo perguntou, gritando: "Você sabe o que acabou de fazer?", ao que Chapman respondeu calmamente: "Eu acabei de atirar em John Lennon". Após isso, retirou seu casaco para mostrar que não carregava nenhuma arma escondida e permaneceu na West 72nd Street, esperando a chegada da polícia. Estava lendo The Catcher in the Rye quando os policiais do Departamento de Polícia de Nova Iorque chegaram e o prenderam sem maiores transtornos. O policial Peter Cullen comentou: "Ele se desculpou por ter estragado nossa noite. Me virei e lhe disse: 'Você só pode estar brincando comigo. Está preocupado com a nossa noite? Você sabe o que acabou de fazer com sua vida?' O lemos seus direitos mais de uma vez". Três horas depois, Chapman disse à polícia: "Tenho certeza de que maior parte de mim é Holden Caulfield, o personagem principal do livro. Uma pequena parte de mim deve ser o Diabo". Foi então levado para uma delegacia na West 82nd Street, onde foi interrogado por oito horas antes de ser levado ao Tribunal Criminal do Condado de Nova Iorque, na Centre Street, em Lower Manhattan. Um juiz o mandou para o Hospital Bellevue para uma avaliação psicológica.

## Julgamento
Chapman foi acusado de assassinato em segundo grau. Ele disse à polícia que havia usado balas de ponta oca "para garantir a morte de Lennon". Gloria Abe sabia dos preparativos de seu marido para matar o músico, mas não tomou nenhuma atitude porque Mark não o fez na época; ela não foi acusada. Mark disse mais tarde que nutria um "profundo ressentimento" em relação à esposa, "porque ela não procurou ninguém, nem mesmo a polícia, e disse: 'Olha, meu marido comprou uma arma e diz que vai matar John Lennon'".

### Avaliação do estado mental
Mais de uma dúzia de psicólogos e psiquiatras entrevistaram Chapman nos seis meses anteriores ao seu julgamento — três para a acusação, seis para a defesa e vários outros em nome do tribunal — e conduziram uma bateria de procedimentos diagnósticos padrão e mais de duzentas horas de entrevistas clínicas. Todos os seis especialistas em defesa concluíram que Chapman era psicótico; cinco diagnosticaram esquizofrenia paranoide, enquanto o sexto sentiu que seus sintomas eram mais consistentes com depressão maníaca. Os três peritos do Ministério Público declararam que seus delírios eram inferiores à psicose e, em vez disso, diagnosticaram vários transtornos de personalidade. Os peritos nomeados pelo tribunal concordaram com os examinadores da acusação que ele estava em estado de delírio, mas era competente para ser julgado. Nos exames, Chapman cooperou mais com os especialistas em saúde mental da promotoria do que com os da defesa; um psiquiatra suspeitou que ele não queria ser considerado "louco" e foi persuadido de que os especialistas em defesa apenas o declararam insano porque foram contratados para isso.
Charles McGowan foi pastor da igreja de Chapman em Decatur, Geórgia, e o visitou. "Eu acredito que havia um poder demoníaco em ação", disse. Chapman inicialmente abraçou sua velha religião com novo fervor como resultado; mas McGowan revelou à imprensa informações que Chapman lhe contara confidencialmente, então negou seu renovado interesse pelo cristianismo e voltou à sua explicação inicial: matou Lennon para promover a leitura de The Catcher in the Rye.

### Declaração de culpa
O advogado de Chapman, nomeado pelo tribunal, Herbert Adlerberg, retirou-se do caso em meio a ameaças de linchamento. A polícia temeu que os fãs de Lennon pudessem invadir o hospital, então eles transferiram o acusado para Rikers Island para sua segurança pessoal. Chegou a receber ameaças de morte e teve de usar colete à prova de balas em todas as idas ao tribunal. Temendo ser envenenado, se recusou a comer por dois dias, até seu advogado intervir a situação. Posteriormente, ainda antes do julgamento, foi transferido novamente ao Hospital Bellevue por ameaçar carcereiros e destruir objetos de sua cela.
Na audiência inicial em janeiro de 1981, o novo advogado, Jonathan Marks, o instruiu a entrar com um pedido de isenção de culpa por motivo de insanidade. Em fevereiro, Chapman enviou uma declaração manuscrita ao The New York Times incentivando todos a ler The Catcher in the Rye, chamando-o de "livro extraordinário que contém muitas respostas". A equipe de defesa procurou encontrar testemunhas do estado mental de Chapman no momento do assassinato. No entanto, o próprio disse ao advogado em junho que queria retirar a defesa por insanidade e se declarar culpado. Jonathan objetou com "questões sérias" sobre a sanidade de seu cliente e desafiou legalmente sua competência para tomar essa decisão. Na audiência em 22 de junho, Chapman disse que Deus o pediu para se declarar culpado e que não mudaria sua alegação ou apelaria, independentemente de sua sentença. Jonathan disse ao tribunal que se opunha à mudança de alegação, mas que o cliente não quis lhe ouvir. O juiz Dennis Edwards recusou uma avaliação adicional, dizendo que Chapman havia tomado a decisão por sua própria vontade e o declarou competente para se declarar culpado.

### Sentença
A audiência de condenação ocorreu em 24 de agosto de 1981. Dois especialistas prestaram depoimento em nome de Chapman. O juiz Edwards interrompeu Dorothy Lewis, uma psiquiatra pesquisadora que era relativamente inexperiente no tribunal, indicando que o objetivo da audiência era determinar a sentença e que não havia dúvida sobre a responsabilidade criminal do acusado. Lewis sustentou que a decisão de Chapman de mudar sua alegação não parecia razoável ou explicável, e deu a entender que o juiz não queria permitir uma avaliação de competência independente. O promotor público argumentou o assassinato foi cometido como um caminho fácil para a fama. Chapman foi questionado se tinha algo a dizer, então se levantou e leu uma passagem de The Catcher in the Rye, na qual Holden diz a sua irmã mais nova, Phoebe, o que quer fazer da vida:

Seja lá como for, fico imaginando uma porção de garotinhos brincando de alguma coisa num baita campo de centeio e tudo. Milhares de garotinhos, e ninguém por perto – quer dizer, ninguém grande – a não ser eu. E eu fico na beirada de um precipício maluco. Sabe o quê que eu tenho de fazer? Tenho que agarrar todo mundo que vai cair no abismo. Quer dizer, se um deles começar a correr sem olhar onde está indo, eu tenho que aparecer de algum canto e agarrar o garoto. Só isso que eu ia fazer o dia todo. Ia ser só o apanhador no campo de centeio e tudo.
O juiz ordenou tratamento psiquiátrico para Chapman durante sua prisão e o sentenciou à prisão perpétua com possibilidade de liberdade condicional após vinte anos, cinco anos a menos do que a pena máxima de 25 anos antes do benefício da condicional.

## Vida na prisão

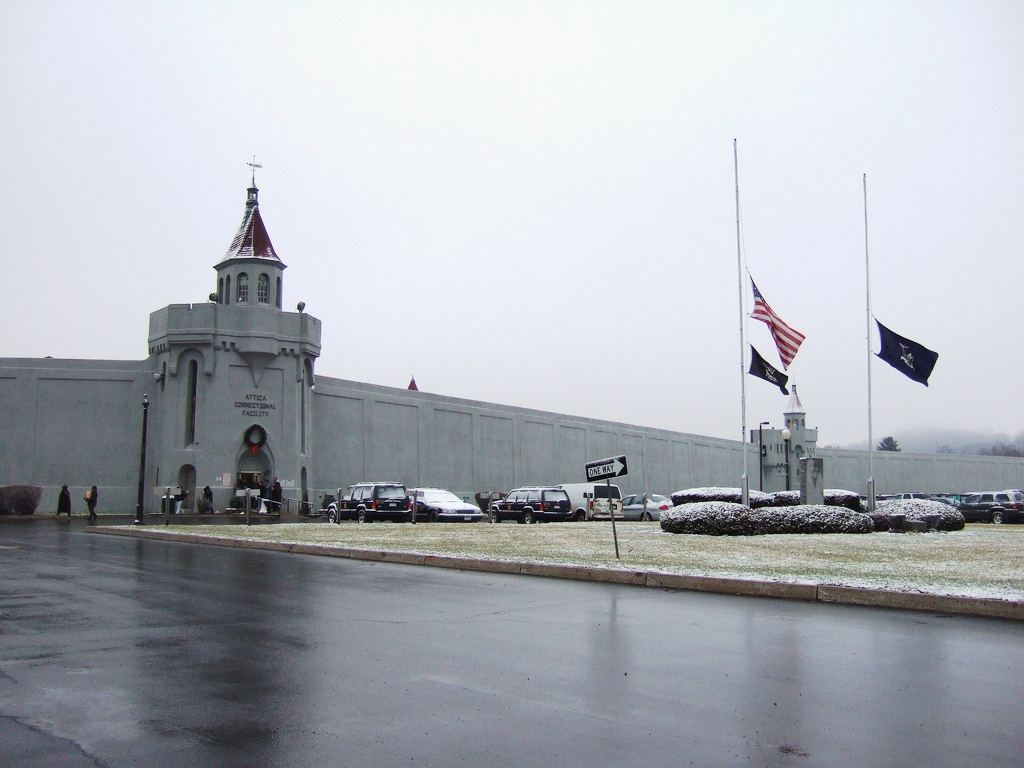
Attica Correctional Facility em Attica, onde Chapman ficou preso entre 1981 e 2012

Em 1981, Chapman foi preso no Attica Correctional Facility em Attica, Nova Iorque. Em fevereiro de 1982, ficou em jejum durante 26 dias, então a Suprema Corte do Estado de Nova Iorque autorizou o estado a alimentá-lo à força. O diretor do Centro Psiquiátrico Central de Nova Iorque, Martin Von Holden, disse que Mark se recusou a comer com outros presos, mas concordou em tomar nutrientes líquidos. Ele foi confinado a uma unidade de tratamento especial para prisioneiros violentos e em risco, em parte devido à preocupação de que pudesse ser atacado por fãs de Lennon na população em geral. Havia 105 prisioneiros no prédio que "não eram considerados uma ameaça para ele", de acordo com o Departamento de Serviços Correcionais do Estado de Nova Iorque. Chapman possuía sua própria cela, mas passava "a maior parte do dia fora dela, trabalhando em tarefas domésticas e na biblioteca", além de trabalhar na prisão como escriturário e ajudante de cozinha. Porém, foi impedido de participar das oficinas Cephas Attica, uma organização de caridade que ajuda presidiários a se adaptarem à vida fora da prisão. Também foi proibido de assistir às aulas de controle de violência e raiva da prisão devido à preocupação com sua segurança.
Chapman está no Programa de Reunião Familiar e tem permissão para uma visita conjugal por ano com sua esposa, já que aceitou o confinamento solitário. Tal programa permite que o prisioneiro passe até 48 horas sozinho com sua esposa em uma casa especialmente construída na prisão. Apesar de manter contato ocasional por telefone ou cartas, sua irmã e sua mãe nunca o visitaram na cadeia. Mesma coisa com o pai, que cortou todos os laços com o filho após o crime. Mark mandava cartas a ele, mas nunca recebeu resposta. David Curtis morreu em 1995. Em 2004, o porta-voz do Departamento de Serviços Correcionais, James Flateau, disse que Chapman esteve envolvido em três "incidentes menores" entre 1989 e 1994 por atrasar a contagem de presidiários e se recusar a seguir uma ordem. Em 15 de maio de 2012, foi transferido para o Wende Correctional Facility em Alden, Nova Iorque, que fica a leste de Buffalo. Desde 2022, cumpre a pena no Green Haven Correctional Facility no Condado de Dutchess.

### Tentativas de liberdade condicional
Chapman se tornou elegível para liberdade condicional em 2000, depois de cumprir vinte anos na prisão. De acordo com a lei do estado de Nova Iorque, ele deve ter uma audiência de liberdade condicional a cada dois anos a partir desse ano. Desde então, um conselho de três membros lhe negou a condicional doze vezes, a última delas em 2022. Antes de sua primeira audiência, Yoko Ono enviou uma carta ao conselho solicitando que Chapman ficasse atrás das grades pelo resto de sua vida. Além disso, o senador do estado de Nova Iorque Michael Nozzolio, presidente do Comitê de Vítimas, Crime e Correção do Senado, escreveu ao presidente do conselho, Brion Travis, dizendo: "É responsabilidade do Conselho de Liberdade Condicional do Estado de Nova Iorque garantir que a segurança pública seja protegida da libertação de criminosos perigosos como Chapman". Ele disse numa audiência em 2000 o que faria se tivesse liberdade condicional: "Eu tentaria imediatamente encontrar um emprego e realmente quero ir de um lugar para outro, pelo menos no estado, de igreja em igreja, e contar às pessoas o que aconteceu comigo e mostrar-lhes o caminho para Cristo". Também disse que achava que poderia encontrar trabalho como lavrador ou retornar ao seu antigo ofício como impressor.

### Livro, entrevistas e aparições na mídia
Chapman recusou todos os pedidos de entrevistas após o assassinato e durante seus primeiros seis anos em Attica, mais tarde dizendo que não queria dar a impressão de que matou Lennon por fama e notoriedade. James R. Gaines o entrevistou e escreveu uma série de três partes para a revista People, com dezoito mil palavras, começando em 1981 e chegando ao clímax em fevereiro e março de 1987. Chapman, posteriormente, afirmou se arrepender de tal entrevista. Mais tarde, deu uma série de entrevistas gravadas em áudio para Jack Jones do jornal Democrat and Chronicle, que publicou Let Me Take You Down – Inside the Mind of Mark David Chapman, the Man Who Shot John Lennon em 1992.
Em 4 de dezembro de 1992, o 20/20 da ABC transmitiu uma entrevista com Barbara Walters, a primeira de Chapman para a televisão. Em 17 de dezembro de 1992, Larry King o entrevistou em seu programa da CNN, Larry King Live. A pedido de Jones, novamente contou sua história em 2000 ao programa Mugshots, da CourtTV. Não quis aparecer frente às câmeras, mas aceitou enviar sua participação em áudio.

## Incidentes similares
John Hinckley Jr. tentou assassinar o presidente dos Estados Unidos Ronald Reagan menos de quatro meses após o assassinato de Lennon, e a polícia encontrou uma cópia de Catcher in the Rye entre seus pertences pessoais. Hinckley deixou uma fita cassete em seu quarto de hotel na qual lamentou a morte do cantor: "Um dos meus ídolos foi assassinado e agora Jodie Foster é a única que restou". Também acrescentou que "qualquer coisa que fizesse em 1981 seria apenas para o bem de Jodie Foster".
Em 1989, a atriz e modelo Rebecca Schaeffer foi assassinada em sua casa pelo fã Robert John Bardo, que carregava uma cópia de The Catcher in the Rye quando cometeu o assassinato, posteriormente jogada no telhado de um prédio durante sua fuga. Robert também visitou o local em que Lennon fora assassinado cerca de um ano antes de seu crime. Chapman revelou posteriormente em sua entrevista com Larry King que havia recebido cartas de Bardo antes do assassinato da atriz, nas quais este lhe indagava sobre como era a vida na prisão.

## Na cultura popular
Dois filmes foram feitos com Mark como personagem principal. The Killing of John Lennon, lançado originalmente em 2006, segue os três meses anteriores ao crime, com mais detalhes da vida pregressa do assassino. Chapman é interpretado por Jonas Ball. Já Capítulo 27 - O Assassinato de John Lennon conta os três dias que Chapman esperou por Lennon, até assassiná-lo em frente ao Edifício Dakota em Nova Iorque. O filme estreou em janeiro de 2007 no Festival de Sundance. Jared Leto engordou cerca de trinta quilogramas para fazer o papel de Mark Chapman. Da mesma forma, duas peças teatrais foram feitas: em 1995 estreou Come Together, de Murray Woodfield, sobre a vida do criminoso; Paul McCartney reagiu negativamente ao espetáculo. John e Eu, de 2021, retrata as 24 horas anteriores ao crime, com um hipotético diálogo de Mark com John, com sua família e consigo mesmo. Dirigida por Marco Antônio Pâmio, o papel do assassino é feito por Nicolas Trevijano.
No ano seguinte ao crime, o ex-beatle George Harrison lançou "All Those Years Ago", canção de tributo a Lennon, na qual Mark é referenciado como o "melhor amigo do diabo". Ele também é citado na canção "Nome aos Bois", da banda Titãs, que enumera uma lista de pessoas que praticaram atos criminosos ou antiéticos. Já a canção "I Just Shot John Lennon", do grupo irlandês The Cranberries, retrata o assassinato de Lennon usando como refrão e título a frase que Chapman disse após o ocorrido – "Eu acabei de atirar em John Lennon". Em 1991, a banda britânica EMF lançou "Lies", que continha um sample da voz de Chapman recitando "Watching the Wheels", de Lennon. A viúva do cantor, Yoko, ameaçou processá-los e o trecho fora removido.